# بلانگلیز
بلانگلیز (به فرانسوی: Bellenglise) یک کمون در فرانسه است که در انه واقع شده‌است.

## خصوصیات
بلانگلیز ۶٫۴ کیلومترمربع مساحت و ۳۸۳ نفر جمعیت دارد و ۸۸ متر بالاتر از سطح دریا واقع شده‌است.